# Continental News
Pour les articles homonymes, voir CNews (homonymie).
Continental News, anciennement cNews, est un agrégateur de news qui va chercher en quasi temps réel l’information disponible sur internet via les flux RSS fournis par les sites. Les mises à jour peuvent être effectuées régulièrement (toutes les 15 minutes). Seuls les entêtes des articles sont repris, les internautes étant invités à aller lire les articles sur les sites sources.

## Particularités
Continental News regroupe les actualités par continent ou par région. Vous choisissez votre continent et accédez aux derniers articles publiés sur les meilleurs sites d'information francophones. La liste des pays apparaît en bas de page pour permettre ensuite d'accéder aux derniers articles des pays du continent sélectionné. Mais cNews permet aussi une navigation par thématique comme le font Google News, Yahoo Actualités et Wikio.
Une autre particularité de Continental News est qu'il permet aux visiteurs de voter pour leurs articles préférés, ce qui influence le classement par votes. Car Continental News classe les articles par « votes » et « pertinence ». En plus, l'internaute a la possibilité de laisser un commentaire ou de recommander les articles qu'il apprécie.

## Version
Continental News est passé d'une version bêta à une version stable en novembre 2008. Le site fonctionne actuellement en français, mais devra progressivement intégrer de nouvelles langues dès 2009.